# Жименес, Манель
Мане́ль Жиме́нес Со́рия (кат. Manuel Jiménez Soria; 12 августа 1976, Андорра-ла-Велья, Андорра) — андоррский футболист, полузащитник.
В 1997 году начал играть за клуб «Андорра». В 1998 году он перешёл в команду «Констелласьо Эспортива», которая выступала в чемпионате Андорры. В 2000 году он стал игроком «Сан-Жулии», вместе с которой он впервые сыграл в еврокубках. Затем он вновь играл за «Андорру», позже за «Ранжерс», и в 2005 году опять стал игроком «Андорры». В 2008 году перешёл в «Санта-Колому», а в 2013 году стал игроком «Лузитанса». В 2014 году завершил карьеру в клубе «Андорра».
Жименес трижды становился чемпионом Андорры, шесть раз он становился серебряным призёром, также трижды он побеждал в Кубке Андорры и один раз становился финалистом турнира. В еврокубках он провёл 13 матчей и забил 2 гола.
В составе национальной сборной Андорры провёл 79 матчей и забил 1 гол.

## Биография

### Клубная карьера

#### Начало карьеры
В 1997 году начал выступать за клуб «Андорра», которая базируется в столице Андорры и выступал в Сегунде B (третьем по значимости дивизионе Испании). В сезоне 1997/98 команда заняла в своей группе последнее 20 место и вылетела в Терсеру. Жименес сыграл 22 матчах и забил 1 гол.
В 1998 году перешёл в команду «Констелласьо Эспортива», также из столицы Андорры, которая выступала в чемпионате Андорры. В сезоне 1998/99 клуб занял 5 место из 12 команд участниц турнира. В следующем сезоне 1999/00 его команда сделала золотой дубль, выиграв чемпионат и Кубок Андорры.

#### «Сан-Жулиа»
В 2000 году стал игроком «Сан-Жулии» из Сан-Жулиа-де-Лории. В команде он выступал под 21 номером. Вместе с командой он стал серебряным призёром чемпионата Андорры, уступив лишь «Санта-Коломе», в Кубке Андорры команда также уступила в финале «Санта-Коломе» (2:0). Серебряные медали в чемпионате позволили клубу впервые выступать в еврокубках. 16 июня 2001 года в первом раунде Кубка Интертото, против швейцарской «Лозанны», Жименес на 40 минуте забил гол в ворота Паскаля Цитцманна. Его гол не помог команде избежать поражения (1:3). Во втором матче «Сан-Жулия» уступила с крупным счётом (6:0) и вылетела из турнира.
В сезоне 2001/02 он вместе с командой снова стал серебряным призёром чемпионата Андорры, уступив лишь «Энкампу». Всего за «Сан-Жулию» выступал на протяжении двух сезонов.

#### «Андорра» и «Ранжерс»
В 2002 году вновь перешёл в «Андорру», за которую отыграл ещё два года. В это время ему предлагали перейти в швейцарскую «Лозанну». В 2004 году перешёл в «Ранжерс». В новой команде выступал под 10 номером. В сезоне 2004/05 команда завоевала серебряные медали чемпионата Андорры, уступив лишь «Сан-Жулии», и это позволило клубу впервые выступать в еврокубках. В первом раунде Кубка Интертото «Ранжерсу» попался австрийский «Штурм». Первая, домашняя игра на стадионе «Комуналь д'Андорра-ла-Велья» закончилась с ничейным счётом (1:1). Жименес начал матч в стартовом составе, но главный тренер Висенте Маркес заменил его в конце игры на 90 минуте на Джонни Родригеса. В ответной игре, его команда уступила с разгромным счётом (5:0) и вылетела из турнира. Во втором матче он отыграл все 90 минут и получил жёлтую карточку.
В 2005 году он в третий раз переходит в клуб «Андорра», за которую выступает на протяжении трёх лет под 23 номером.

#### «Санта-Колома»
В 2008 году Жименес становится игроком «Санта-Коломы» и берёт 23 номер, позже он играл под 11 номером. В июле 2008 года он сыграл в двух матчах первого квалификационного раунда Лиги чемпионом против литовского «Каунаса». Первая встреча завершилась со счётом (1:4), Манель Жименес вышел на 71 минуте вместо Хавьера Урбани. В ответной игре «Санта-Колома» вновь уступила (3:1), а Жименес на 27 минуте получил красную карточку.
В сезоне 2008/09 он вместе с командой стал серебряным призёром чемпионата Андорры, уступив лишь «Сан-Жулии». Также в этом сезоне он вместе с командой стал победителем Кубка Андорры, в финале обыграв «Лузитанс» (6:1). В матче за Суперкубок Андорры 2009 против «Сан-Жулии», Манель Жименес открыл счёт в матче на 16 минуте, но его команда всё равно уступила (2:1).
Чемпионат Андорры 2009/10 завоевала «Санта-Колома», в Кубке команда дошла до 1/4 финала, где уступила «Лузитансу» по сумме двух матчей со счётом (7:1). Жименес принял участие в матче за Суперкубок 2010, в котором его команда уступила в дополнительное время «Сан-Жулии» (3:2), сам Манель забил гол с пенальти на 117 минуте. «Санта-Колома» участвовала в квалификации Лиги чемпионов против мальтийской «Биркиркары». В первом матче «Санта-Коломе» было засчитано техническое поражение из-за плохого состояния поля на стадионе «Комуналь д’Айшовалль». В ответной игре андоррцы уступили со счётом (4:3), Жименес в этом матче отметился забитым голом на 45 минуте в ворота Эсекьеля Ловизона.
Следующий чемпионат Андорры 2010/11 вновь выиграла «Санта-Колома», в Кубке команда дошла до полуфинала, где уступила будущему победителю «Сан-Жулии» по сумме двух матчей со счётом (5:5 и в серии пенальти 1:4). По итогам сезона сайт УЕФА назвал Жименеса игроком года в Андорре. В Суперкубке Андорры 2011 «Санта-Колома» вновь уступила «Сан-Жулии» (4:3). В первом раунде квалификации Лиги чемпионов он сыграл в двух матчах против люксембургского клуба «Ф91 Дюделанж». По сумме двух матчей его команда уступила (4:0).
В сезоне 2011/12 «Санта-Колома» завоевала серебряные медали чемпионата, уступив лишь «Лузитансу». В Кубке Андорры команде удалось одержать победу, выиграв в финале у «Лузитанса» (0:1). В Суперкубоке Андорры 2012 команда уступила «Лузитансу» (2:1). Летом 2012 года сыграл в 1 матче квалификации Лиги Европы против хорватского «Осиека» (0:1). В сезоне 2012/13 Жименес вместе с командой стал серебряным призёром, уступив лишь «Лузитансу».

#### Завершение карьеры
Летом 2013 года перешёл в «Лузитанс», в команде взял 23 номер. 2 июля 2013 года он дебютировал за новую команду в еврокубках, в матче первого квалификационного раунда Лиги чемпионов против фарерского «ЭБ/Стреймур» (2:2), главный тренер Карлос Санчес выпустил его в стартовом составе, но на 87 минуте был заменён на Джамаля Зария. Во втором матче «Лузитанс» уступил с разгромным счётом (5:1) и покинул турнир.
В сезоне 2013/14 выступал за «Андорру» в Примере Каталонии. Жименес сыграл в 29 матчах, а по окончании турнира завершил карьеру игрока. После окончания карьеры, Манель стал членом исполнительного совета и главой национальной и футзальной лиг.

### Карьера в сборной

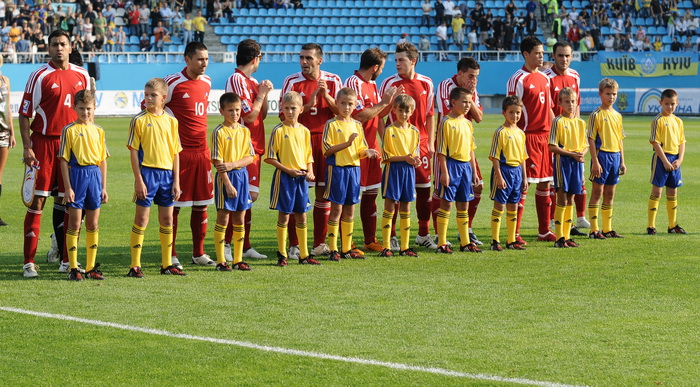
В составе сборной Андорры, 2-й слева

В 1998 году главный тренер национальной сборной Андорры Маноэл Милуир начал приглашать его в стан команды карликового государства, когда Жименесу было 21 года. Сборная Андорры является одним из аутсайдеров мирового футбола. В составе Андорры дебютировал 24 июня 1998 года в товарищеском матче против Азербайджана (0:0), главный тренер выпустил его на поле на 90 минуте, вместо Хусто Руиса. В рамках квалификации на чемпионат Европы 2000 Жименес сыграл в 8 из 10 игр сборной. В 2000 году сыграл 3 игры на турнире Ротманс, который проходил на Мальте. В отборочном турнире на чемпионат мира 2002 он сыграл в 9 из 10 матчей сборной.
17 апреля 2002 года в товарищеском матче против Албании (2:0), Жименес забил свой единственный гол за сборную, на 58 минуте в ворота Арьяна Бекая. В квалификации на чемпионат Европы 2004 он принял участие в 7 из 8 матчей. В отборочных матчах на чемпионат мира 2006 Жименес отыграл в 8 из 12 поединков. В отборочном раунде на чемпионат Европы 2008 сыграл в 10 из 12 матчей.
В матчах квалификации на чемпионат мира 2010 Жименес сыграл в 9 из 10 играх. В своём последнем отборочном турнире на чемпионат Европы 2010 он сыграл в 6 из 10 матчей. Свою последнюю игру он провёл 2 июня 2012 года в товарищеском матче против сборной Польши (4:0), Жименес вышел на 84 минуте вместо Сержи Морено.
Манель Жименес выступал в сборной в качестве капитана. Всего за сборную Андорры он провёл 79 матчей и забил 1 гол. Он является третьим игроком в сборной по количеству проведённых матчей, после Ильдефонса Лимы и Оскара Сонеджи.

## Достижения
- Чемпион Андорры (3): 1999/00, 2009/10, 2010/11
- Серебряный призёр чемпионата Андорры (6): 2000/01, 2001/02, 2004/05, 2008/09, 2011/12, 2012/13
- Обладатель Кубка Андорры (3): 2000, 2009, 2012
- Финалист Кубка Андорры: 2001

## Личная жизнь
Владеет дизайнерской фирмой, рестораном и двумя зданиями. Выступая в сборной Андорры, получил прозвище — бизнесмен.

## Комментарии
1. ↑  Согласно и каталанско-русской практической, и испанско-русской практической транскрипциям.